# Station Nucourt
Station Nucourt is een spoorwegstation in de Franse gemeente Nucourt.   